# Gaël Faye
Gaël Faye (Buyumbura, 6 de agosto de 1982) es un cantante, rapero y escritor ruandés-francés.
Nació en Buyumbura, Burundi, siendo hijo de padre francés y madre ruandesa. Emigró a Francia a la edad de 13 años, escapando de la guerra civil de Burundi.
Escribió un libro semibiográfico sobre sus experiencias de aquellos tiempos, Pequeño País (Petit Pays), publicado en agosto de 2016 por Grasset y traducido a 36 idiomas desde entonces, con el cual obtuvo diversos premios de literatura en lengua francesa. Como rapero, su primer álbum salió a la luz en 2013, Pili-pili sur un croissant au beurre, cuyas canciones tratan acerca de su experiencia como exiliado en Francia.